# Tres Valles (municipalité)

La municipalité de Tres Valles est l'une des 212 municipalités de l'État de Veracruz, et est située dans la partie sud-est de cet État, au Mexique. Celle-ci se trouve au sud du golfe du Mexique, dans la plaine côtière le long de la rive nord de la rivière Río Tonto, affluente du fleuve Río Papaloapan, laquelle marque la limite administrative entre les États de Veracruz au nord et de Oaxaca au sud. Son chef-lieu est la ville éponyme de Tres Valles. Cette municipalité dépend de la région administrative de Papaloapan, qui est une des 10 subdivisions administratives de l'État de Veracruz.

## Géographie
La municipalité de Tres Valles fait partie du bassin du fleuve Río Papaloapan, et prend appui au sud sur son affluent de rive gauche le Río Tonto, qui forme également pour partie la limite administrative entre les États de Veracruz au nord et de Oaxaca au sud. Son chef-lieu est la ville éponyme de Tres Valles, qui se situe dans la partie sud de son territoire. Ce dernier couvre une superficie de 548,1 km2, et était peuplé en 2015 de 46 672 habitants, pour une densité de 85,2 habitants par km2.
La municipalité est limitrophe au nord de celle de Tierra Blanca, à l'ouest, dans l'État de Oaxaca de celles de San Juan Bautista Tuxtepec et de San Miguel Soyaltepec, et à l'est, à nouveau dans l'État de Veracruz, de celle de Cosamaloapan de Carpio.

## Composition et démographie
La municipalité était composée en 2015 de 350 localités, dont 3 étaient considérées comme urbaines, les autres étant rurales.
| Localité                                      | Population |
| --------------------------------------------- | ---------- |
| Tres Valles                                   | 17 299     |
| Los Naranjos                                  | 3573       |
| Novara                                        | 2501       |
| Poblado Tres                                  | 2322       |
| Colonia Adolfo Ruiz Cortines (Colonia Obrera) | 1724       |
| Reste des localités                           | 17 676     |
| Total population                              | 45 095     |

En plus de l'espagnol, plusieurs langue amérindienne sont parlées dans la municipalité, dont les principales par ordre d'importance sont : le chinantèque, le mazatèque, le nahuatl, le zapotèque et le mixtèque.

## Histoire
Cette municipalité est créée en 1988, après cession par celle de Cosamaloapan de Carpio d'une part de son territoire à cet effet.

## Économie

### Agriculture et élevage
La superficie des parcelles semées représentait en 2019 une surface totale de 27 182,1 hectares, parmi lesquels 24 803,1 hectares étaient voués à la culture de la canne à sucre, 1307 hectares étaient voués à la culture du maïs, et 670 hectares étaient voués à celle du riz.
En 2019, la production de viande par tonnes comprenait 430,1 tonnes de viande bovine, 252,8 tonnes de viande porcine, 41,5 tonnes de viande ovine, 366,8 tonnes de volailles, et 6,6 tonnes de dinde. La superficie vouée à l'élevage représentait alors 859 hectares.